# Tre formule di unità
Le Tre formule di unità (dette anche con imprecisa traduzione "Le tre forme di unità") è il nome collettivo che viene dato alla Confessione di fede belga, al Catechismo di Heidelberg ed ai Canoni di Dordrecht.
Esse costituiscono l'espressione confessionale, consacrata dalla legge, dalla liturgia o dall'uso, che definisce in modo preciso e invariato le persuasioni dottrinali di molte Chiese riformate che così intendono richiamarsi alle dottrine del calvinismo.
Originalmente le Tre formule di unità furono sanzionate al Sinodo di Dordrecht, un Sinodo nazionale tenutosi nella città di Dordrecht (detta anche Dort) (nei Paesi Bassi e convocato dalla Chiesa Riformata Olandese dal 1618 al 1619 al fine di comporre una seria controversia sollevata nelle chiese olandesi dal sorgere dell'Arminianesimo.
Le Chiese riformate che assumono questa base di fede ne fanno uso per assolvere diverse finalità. Le Tre formule di unità riassumono gli insegnamenti biblici come quelli che riguardano la Trinità, l'Incarnazione, la Predestinazione, la Giustificazione e la Bibbia. Esse permettono ai membri di queste chiese di raccogliersi sotto la stessa identità condivisa sugli insegnamenti fondamentali della Bibbia e quindi relegano le dottrine non essenziali non qui specificate (posizioni politiche, piattaforme educative ecc.) al rango di opinioni personali per impedire alle chiese di dividersi fra di loro. Le Tre formule di unità aiutano gli altri a comprendere ciò in cui credono queste chiese e quindi forniscono la base su cui è possibile edificare un'unità ecumenica.
I diversi tipi di documenti inclusi nelle Tre formule di unità servono a scopi diversi. Il Catechismo di Heidelberg è un documento scritto sotto forma di domande e risposte per aiutare coloro che sono nuovi alla fede riformata a comprendere gli insegnamenti biblici. La Confessione di fede belga definisce esattamente vari insegnamenti della dottrina cristiana in forma sistematica, mentre i Canoni di Dordrecht rispondono a specifiche questioni teologiche come la natura e l'estensione del peccato, la predestinazione, la redenzione, la grazia e la giustificazione.